# زاوغ
مدينة زاوغ  (()) كانت آخر سلسلة من المدن التي كانت بمثابة عاصمة مملكة شانغ؛ وفي وقت لاحق أصبحت عاصمة دولة واي (衛國). تقع حالياً في مقاطعة  تشى، خبى، خنان على بعد حوالي 50 كم جنوب مدينة انيانغ.